# 李陶 (1957年)
李陶（1957年—），美籍华人，日本东京大学农业生物学博士，日本岩手生物工程研究中心研究员，斯坦福大学医学院高级研究员。

## 经历
李陶主要从事干细胞的研究，曾主持包括美国NIH项目和中国863项目在内的多项重大基金项目。

## 荣誉
深圳市国家级领军人才